# Ring Around the Sun (roman)
„Ring Around the Sun” este și o povestire SF de Isaac Asimov.
Ring Around the Sun (cu sensul Inel în jurul Soarelui) este un roman științifico-fantastic al scriitorului american Clifford D. Simak. Sentimentele sale anti-urbane și pro-agrare sunt tipice pentru o mare parte din opera lui Simak.
Scriitorul abordează diverse subiecte științifico-fantastice în carte, precum universuri paralele, invazii extraterestre și răpiri extraterestre. El a arătat, de asemenea, posibilitatea de apariție a șomajului ca urmare a produselor care (ar) dura mult mai mult. Titlul cărții se referă la universurile paralele. Scriitorul presupune un număr infinit de Pământuri care se rotesc în jurul Soarelui, întotdeauna la o secundă diferență în timp, toate invizibile unul față de altul.

## Intrigă
Titlul mi-a atras atenția: „AVIZUL UNUI CERCETĂTOR - EXISTĂ ALTE LUMI”.
Am citit începutul:
Boston, Massachusetts (Associated Press). Poate că lumea noastră este precedată de o lume aflată înaintea ei cu o secundă, în timp ce o altă lume este la o secundă în spatele nostru... Ceva ca un inel neîntrerupt de lumi care urmează una după alta. Această teorie a fost prezentată de Dr. Vincent Aldridge.

Romanul spune povestea unui grup de „mutanți” cu abilități mentale îmbunătățite și capacitatea de a se deplasa între lumi paralele (toate aparent nelocuite) pentru a organiza colonizarea acestor lumi de către mase mari de populație. Întrucât acest lucru necesită dezrădăcinarea coloniștilor și perturbarea completă a structurilor sociale ale Pământului, actuala structură de putere a Pământului rezistă cu înverșunare chiar și atunci când este compromisă de introducerea de dispozitive perturbatoare și de bunuri veșnice, precum așa-numita Mașină Eternă, la un preț ridicol de scăzut.

## Recepție
Editorii de science fiction Anthony Boucher și J. Francis McComas au descris romanul ca „divertisment solid... cu o mulțime de intrigi uimitoare și câteva muniții noi pentru un argument vechi.”
Recenzorul The New York Times Villiers Gerson a lăudat romanul ca fiind „scris într-un mod liniștit, cu o intrigă complicată ... [derivând] cea mai mare parte a impactului său din priceperea subtilă a autorului său.” P. Schuyler Miller, însă, a criticat negativ intriga sa complicată, considerând-o mai mult „implicată” decât memorabilă.
Scriitorii Brian Aldiss și David Wingrove au numit-o „cea mai bună carte a lui Clifford Simak”, alături de cel mai cunoscut roman al lui Simak, Orașul.

## Istoricul publicării
Ring Around the Sun a fost publicat pentru prima dată în foileton în Galaxy Science Fiction din decembrie 1952 până în februarie 1953. A fost tipărit sub formă de carte mai târziu în acel an. Ulterior cartea a fost reeditată de mai multe ori și tradusă în mai multe limbi diferite.
La acest roman se face referire în Suflete pierdute în Atlantida de Stephen King.

## Vezi și
- 1953 în științifico-fantastic
- Science Fiction: The 100 Best Novels